# Paril Saddle
Paril Saddle är ett bergspass i Antarktis. Det ligger i Sydshetlandsöarna. Argentina, Chile och Storbritannien gör anspråk på området. Paril Saddle ligger 1 390 meter över havet.
Terrängen runt Paril Saddle är varierad. Havet är nära Paril Saddle åt sydost. Trakten är glest befolkad. Närmaste befolkade plats är St. Kliment Ohridski Base, 9,4 kilometer nordväst om Paril Saddle. 